# Sermoneta
Sermoneta – miejscowość i gmina we Włoszech, w regionie Lacjum, w prowincji Latina.
Według danych na rok 2004 gminę zamieszkiwało 6350 osób, 144,3 os./km².